# Stenostegia congesta
Stenostegia congesta är en myrtenväxtart som beskrevs av Anthony R. Bean. Stenostegia congesta ingår i släktet Stenostegia och familjen myrtenväxter. Inga underarter finns listade i Catalogue of Life.